# كارول بولاك
كارول بولاك (بالبولندية: Karol Franciszek Pollak)‏ (15 نوفمبر 1859 – 17 ديسمبر 1928) مهندس كهربائي بولندي، ومخترع، ورجل أعمال.

## نشأته

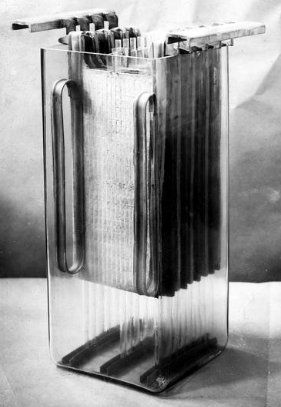
البطارية من تصميم كارول بولاك.

ولد كارول بولاك في سانوك في بولندا، كان والده بولاك (1818-1880) يعمل في الطباعة والنشر، وكان معروفًا في سانوك، عمل كارول في شبابه ككهربائي، وكان ماهرًا في عمله، وفي عام 1883 عمل في معمل شركة بريطانية تسمى "The Patent Utilisation Co"، حيث صمم وسجل براءة اختراعه الأولى في تلك الفترة، وفي عام 1885 حضّر دراسات في الهندسة الكهربائية في جامعة برلين للتكنولوجيا.

## نشاطه

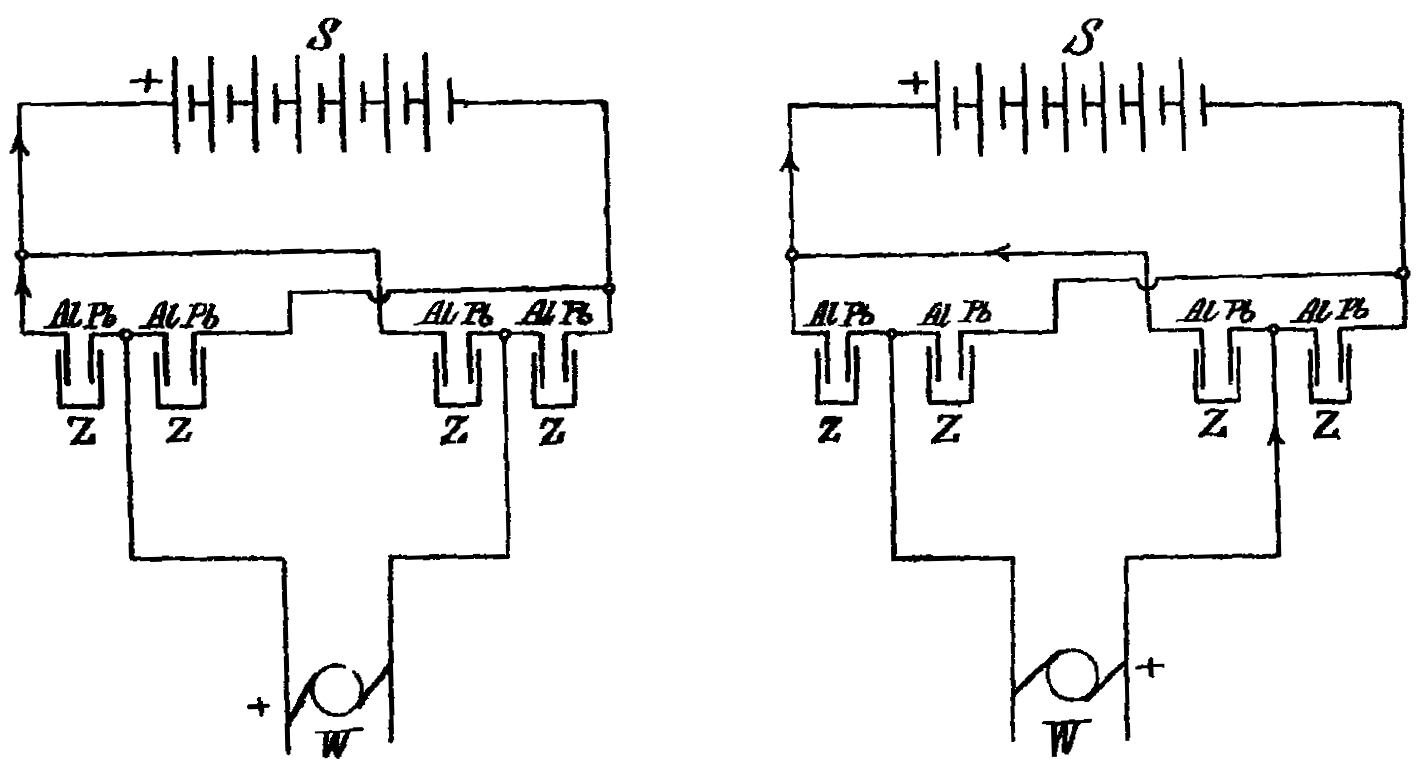
مقوم كهربي من تصميم كارول بولاك.

في برلين، استطاع بولاك تشغيل المصنع الكهربائي "G. Wehr Telegraphen-Bau-Anstalt"، بعدها عاد إلى بريطانيا لتسويق براءات اختراعه التي صدرت تحت اسم  "تشارلز بولاك"، وفي عام 1886 أصبح مديرًا لشركة باريس لخطوط الترام الكهربائية التي من تصميمه، في هذه الأثناء كان يعمل على تصميم الخلايا الكهروكيميائية، فقد كان ناجحًا جدًا في هذا المجال؛ مما جعله مشهورًا، ثم قام بتأسيس مصانع البطاريات في فرانكفورت في ألمانيا، وفي ليسينج في النمسا.
في عام 1899 أسس معمله الخاص، وبدأ مزيدًا من الأبحاث، وحصل على 98 براءة اختراع.
في عام 1922 عاد إلى بولندا، حيث أسس مصنعًا في بيالا، وهو موجود إلى يومنا هذا. بدأت الشركة تحت اسم Polskie Towarzystwo Akumulatorowe وشارك في تأسيسها رئيس بولندا.
يُطلق البعض على بولاك إديسون بولندا، في عام 1925 حصل على دكتوراه فخرية من جامعة وارسو للتكنولوجيا.

## أهم الاختراعات
لكارول بولاك العديد من الاختراعات التي تشمل العديد من المجالات، من بينها: المحركات الكهربائية، جهاز الطباعة الملونة، ونوع من الميكروفون، ولكن كان نشاطه الرئيسي يتركز على مصادر الطاقة من خلايا جلفانية وبطاريات، فقد حصل على براءة اختراع لتصنيعه بطارية الرصاص.
كما كان من أوائل من صمم المقوم الكهربي، ففي عام 1895 كان أول من اقترح استخدام قنطرة الدايود الرباعية لتقويم التيار، والتي ابتكرها فيما بعد ليو جرايتز، وفي عام 1896 اخترع بولاك المكثف الكهربي